# Konstantin Engel
Konstantin Engel (Russisch: Константин Энгель; Karaganda, 27 juli 1988) is een Duits-Kazachs voetballer die als rechterverdediger speelt. Hij speelt sinds september 2013 voor FC Ingolstadt 04.

## Clubcarrière
Engel maakte zijn profdebuut in de 2. Bundesliga voor VfL Osnabrück op 15 augustus 2008 met een basisplaats tegen FC St. Pauli. Zijn eerste doelpunt maakte hij op 1 mei 2009; tegen SV Wehen Wiesbaden maakte hij de winnende treffer. Sinds 2013 komt hij uit voor Ingolstadt, waarmee hij op 17 mei 2015 kampioen van de 2. Bundesliga werd.

## Interlandcarrière
Op 21 mei 2012 werd Engel voor de eerste keer opgeroepen voor het nationaal elftal van Kazachstan. Op 1 juni maakte hij in de gewonnen wedstrijd tegen Kirgizië zijn debuut voor Kazachstan. Engel maakte in zijn achtste interland, een oefenwedstrijd in en tegen Hongarije op 7 juni 2014, een eigen doelpunt (eindstand 3–0).
| Interlands van Konstantin Engel voor Kazachstan | Interlands van Konstantin Engel voor Kazachstan | Interlands van Konstantin Engel voor Kazachstan | Interlands van Konstantin Engel voor Kazachstan | Interlands van Konstantin Engel voor Kazachstan | Interlands van Konstantin Engel voor Kazachstan |
| No.                                             | Datum                                           | Wedstrijd                                       | Uitslag                                         | Competitie                                      | Goals                                           |
| Als speler bij Energie Cottbus                  | Als speler bij Energie Cottbus                  | Als speler bij Energie Cottbus                  | Als speler bij Energie Cottbus                  | Als speler bij Energie Cottbus                  | Als speler bij Energie Cottbus                  |
| ----------------------------------------------- | ----------------------------------------------- | ----------------------------------------------- | ----------------------------------------------- | ----------------------------------------------- | ----------------------------------------------- |
| 1.                                              | 1 juni 2012                                     | Kazachstan – Kirgizië                           | 5 – 2                                           | Vriendschappelijk                               | 0                                               |
| 2.                                              | 5 juni 2012                                     | Armenië – Kazachstan                            | 3 – 0                                           | Vriendschappelijk                               | 0                                               |
| 3.                                              | 26 maart 2013                                   | Duitsland – Kazachstan                          | 4 – 1                                           | Kwalificatie WK 2014                            | 0                                               |
| Als clubloze speler                             |                                                 |                                                 |                                                 |                                                 |                                                 |
| 4.                                              | 14 augustus 2013                                | Kazachstan – Georgië                            | 1 – 0                                           | Vriendschappelijk                               | 0                                               |
| Als speler bij FC Ingolstadt 04                 |                                                 |                                                 |                                                 |                                                 |                                                 |
| 5.                                              | 11 oktober 2013                                 | Faeröer – Kazachstan                            | 1 – 1                                           | Kwalificatie WK 2014                            | 0                                               |
| 6.                                              | 15 oktober 2013                                 | Ierland – Kazachstan                            | 3 – 1                                           | Kwalificatie WK 2014                            | 0                                               |
| 7.                                              | 5 maart 2014                                    | Litouwen – Kazachstan                           | 1 – 1                                           | Vriendschappelijk                               | 0                                               |
| 8.                                              | 7 juni 2014                                     | Hongarije – Kazachstan                          | 3 – 0                                           | Vriendschappelijk                               | 0                                               |
| 9.                                              | 31 maart 2015                                   | Rusland – Kazachstan                            | 0 – 0                                           | Vriendschappelijk                               | 0                                               |

## Erelijst
Ingolstadt
- Kampioen 2. Bundesliga

2014/15
1 Funk ·
2 Hoppe ·
6 Guwara ·
7 Borkowski ·
8 Kanuric ·
9 Heike ·
10 Dittgen ·
11 Grönning ·
16 Malone ·
17 Besuschkow ·
18 Dühring ·
19 Cvjetinović ·
20 Deichmann ·
22 Costly ·
23 Seiffert ·
29 Kopacz ·
30 Drakulic ·
32 Lorenz ·
34 Fröde  ·
37 Testroet ·
38 Zeitler ·
41 Simoni ·
43 Keidel ·
46 Dehler ·
Coach: Wittmann